# DDP (grupo musical)
El DDP es un grupo de hip hop italiano, formado en 1995 para realizar un programa de radio. El grupo está compuesto por el MC,G.Quagliano, G. Soave y Duellz.

## El Blocco Recordz
En el 2007 ocurrió el nacimiento y la realización del proyecto Blocco Recordz. Una etiqueta real que tiene como objetivo descubrir, producir y promover nuevas realidades artísticas de la escena hip hop italiano. El primer lanzamiento oficial del Blocco Recordz es el tercer álbum de la DDP  Attitude  que ve la luz en febrero de 2007, en el que hay las colaboraciones Inoki, Toto, Santo Trafficante, MDT, Uzi Junker y Morfa. El disco será bien recibido por los críticos del campo y era un buen éxito que trae DDP empezando por su "Tour Attitude» en marzo de tocar varios clubes en varias partes de Italia.
En los primeros meses de 2007 Alfredo produce una pista de música como banda sonora para el proyecto de la película en todo el mundo Pirelli. La base se convierte en la banda sonora web de la nueva película protagonizada por Uma Thurman y director Kathryn Bigelow (director de  Días extraños ). El equipo Blocco Recordz se enriquece con la presencia de MDT (cólico y Nak Spumanti) de Milán, Parabellum (Uzi Junker, Lil Pin, Mistacabo y Kennedy) de Cagliari, Tusk Airforce de Milán, Florencia y Gabba por DAFA también conocido como Kilkenny (ex Lyricalz) de Novara, Emis Killa de Vimercate (MI).
Los años siguientes son una secuencia de objetivos, debido principalmente a la fuerte retroalimentación obtenida de Emis Killa, que está en la cima de las listas con su álbum, toda la tripulación recogerá los frutos, incluso después de la gira, lo que lleva el equipo a realizar una gira por Italia.

## Discografía
- 1999 – Strada
- 2003 – #1
- 2005 – I Love DDP
- 2007 – Attitudine
- 2009 – #2

### Demo
- 1995 – Rapfobia
- 1997 – Les Jeux Sont Fait

### Altre collaborazioni
- 1999 – Sottotono - Sotto lo stesso effetto
- 1999 – Lyricalz - Brava gente - Storie di fine secolo
- 1999 – Area Crónica - Area Crónica.com
- 1999 – Area Crónica - Nel Vortice vol. 2
- 2000 – Area Crónica - Nel Vortice vol. 4
- 2001 – Bassi Maestro - Rapper Italiano
- 2005 – SoulDavid - Amorestereo
- 2006 – Carlito - Gang Bang
- 2007 – MDT - Sotto Zero - the drama tape
- 2008 – P. Duellz & Zanna Aka Mr. Airforce - Paranoia 2k7
- 2008 – D.A.F.A. aka Kilkenny - A distanza ravvicinata
- 2008 – MDT - Grado Zero

- Datos: Q3700318